# ملكة جمال العالم 1959
ملكة جمال العالم 1959 هي النسخة التاسعة من مسابقة ملكة جمال العالم ، عقدت مسابقة في 10 نوفمبر 1959 في مسرح لايسيوم في لندن بالمملكة المتحدة وكانت أول من بثته هيئة الإذاعة البريطانية. تنافسة 37 متسابقة على تاج مسابقة ملكة جمال العالم. في نهاية الحدث توجت كورين روتشافر من هولندا. من قبل ملكة جمال العالم 1958 بينيلوبي كولين من جنوب إفريقيا.

## النتائج

### المراكز النهائية
| النتائج النهائية      | المتنافسة |
| --------------------- | --- |
| ملكة جمال العالم 1959 | - هولندا - كورين روتشافر |
| الوصيفة الأولى        | - بيرو - ماريا ايلينا روسيل زاباتا |
| الوصيفة الثانية       | - إسرائيل - زيفا شومرات |
| الوصيفة الثالثة       | - المملكة المتحدة - آن ثيلويل |
| الوصيفة الرابعة       | - الدنمارك - كيرستن أولسن |
| أفضل 11               | - الأرجنتين - أماليا يولاندا سكوفي - ألمانيا - أماليا يولاندا سكوفي - اليونان - ياكاثي كارافيتي - جامايكا - شيلا تشونغ - رودسيا ونياسالاند - فيفيان لينتين - جنوب أفريقيا - مويا ماكر |

## المتسابقات
- الأرجنتين - أماليا يولاندا سكوفي
- النمسا - هيلغا كنوفيل
- بلجيكا - ديان هيدالغو
- البرازيل - ديون بريتو أوليفيرا
- كندا - هوجيت ديمرز
- الدنمارك - كيرستن أولسن
- فنلندا - مارجيت جاتينين
- فرنسا - ماري هيلين تروفي
- ألمانيا - هيلجا ماير
- غانا - ستار نانيبا عنان
- جبل طارق - فيولا هاولز
- اليونان - ياكاثي كارافيتي
- هاواي - مارغريت موني كيلا بروماغيم
- هولندا - كورين روتتشافر
- هندوراس - روزماري ليفبري
- هونغ كونغ - ميشيل موك بينغ تشينغ
- آيسلندا - سيغيربيورغ سفينسدوتير
- الهند - فلور إيزقيال
- جمهورية أيرلندا - آن فيتزباتريك
- إسرائيل - زيفا شومرات
- إيطاليا - باولا فالتشي
- جامايكا - شيلا تشونغ
- اليابان - تشيكو إيتشينوز
- الأردن - يوفيا جباجي
- كوريا - سيو جونج أي
- لوكسمبورغ - جوزي بونديل
- النرويج - بيريت جروندفيج
- باراغواي - إلفيرا دوس سانتوس إنسينا
- بيرو - ماريا ايلينا روسيل زاباتا
- البرتغال - ماريا تيريزا موتو كاردوسو

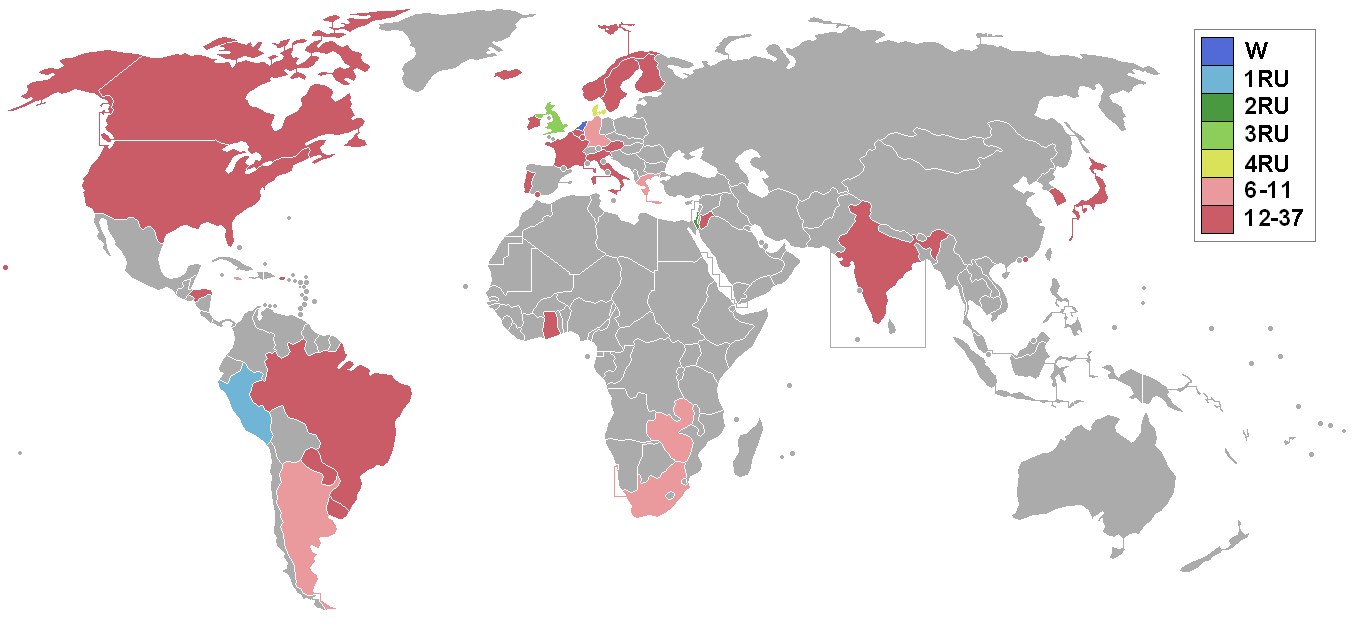
نتائج ملكة جمال العالم 1959

- بورتوريكو - ليلي دياز
- رودسيا ونياسالاند - فيفيان لينتين
- جنوب أفريقيا - مويا ماكر
- السويد - كارولا هاكونسون
- المملكة المتحدة - آن ثيلويل
- الولايات المتحدة - لوريتا باول
- أوروغواي - إيفون كيلي

## الروابط الخارجية
- موقع ملكة جمال العالم الرسمي